# Sylvain Carrière
Sylvain Carrière, né le 21 mai 1991 à Béziers (Hérault), est un homme politique français. 
Membre de La France insoumise, il est élu député dans la huitième circonscription de l'Hérault en 2022, puis réélu en 2024.

## Biographie
Sylvain Carrière naît le 21 mai 1991 à Béziers (Hérault). Il vit à Montagnac, puis fait sa scolarité au Lycée Jean-Moulin de Pézenas et obtient son baccalauréat général en section « économique et social ». Il poursuit par un BTS agricole technico-commercial à Rodilhan (Gard), qu'il obtient en 2011.
De 2011 à 2015, il travaille comme vendeur-conseiller chez Jardiland. Entre 2015 et 2022, il est employé de commerce dans une animalerie de Saint-Jean-de-Védas,.

## Engagements politiques
Il s’engage en 2005 contre le contrat première embauche (CPE) et participe à de nombreuses luttes environnementales notamment contre le traité de libre-échange transatlantique entre l'UE et les États-Unis (TAFTA) et contre la ferme des mille vaches. Il rejoint le Front de gauche en 2012 puis La France insoumise (LFI) en 2016. Il est membre du Parti de gauche depuis 2013.
Il est candidat sous l'étiquette LFI - NUPES sur la huitième circonscription de l’Hérault aux élections législatives 2022, une circonscription qui comprend deux portions de Montpellier (un triangle formé par des portions des quartiers Celleneuve et La Martelle d'une part, et un rayon qui suit l'axe formé par les avenues d'Assas, du Père Soulas et Ernest Hemingway d'autre part), mais aussi les communes de Frontignan, Juvignac et Grabels, ainsi que de nombreuses autres communes moins peuplées. Il est élu face au candidat RN avec 50,59 % (19 483 voix), soit 458 voix d'avance.
À la suite de la dissolution de l'Assemblée nationale annoncée par Emmanuel Macron le 9 juin 2024 au soir des élections européennes, il est réélu lors des élections législatives anticipées face au même candidat RN, avec cette fois 50,33 % (29 841 voix), soit un résultat encore plus serré (395 voix d'avance).

## Député de l'Hérault
Il est membre de la commission du Développement durable et de l'Aménagement du territoire à l'Assemblée nationale.

### Affaire Ménard
Lors de l'été 2023, avec d'autres élus membres de La France insoumise (Nathalie Oziol, Andrée Taurinya et René Revol), il annonce saisir la justice contre le maire de Béziers Robert Ménard, car celui-ci a refusé de célébrer le mariage entre une Française et un Algérien en situation irrégulière,.

## Résultats électoraux

### Élections législatives
| Année | Parti  | Parti | Circonscription | 1er tour | 1er tour | 1er tour | 2d tour | 2d tour | 2d tour |
| Année | Parti  | Parti | Circonscription | Voix     | %        | Rang     | Voix    | %       | Issue   |
| ----- | ------ | ----- | --------------- | -------- | -------- | -------- | ------- | ------- | ------- |
| 2022  |        | LFI   | 8e de l'Hérault | 12 634   | 29,35    | 1er      | 19 483  | 50,59   | Élu     |
| 2024  | 21 061 | LFI   | 8e de l'Hérault | 32,71    | 2e       | 29 841   | 50,33   | Élu     |         |